# František Janata
František Janata (9. července 1889 Kundratice - 7. prosince 1967) byl český a československý politik Komunistické strany Československa a poúnorový poslanec Národního shromáždění ČSR.

## Biografie
Za první světové války bojoval v československých legiích v Rusku a seznámil se zde se svou budoucí manželkou. Zde se jim v Taganrogu narodil roku 1917 či 1918 syn Vladimír. Po válce se rodina přestěhovala do nově vzniklého Československa a usadila se ve Vlašimi. František Janata pracoval ve vlašimské zbrojovce.
Po volbách roku 1948 byl zvolen do Národního shromáždění za KSČ ve volebním kraji Tábor. Mandát nabyl až dodatečně v březnu 1953 jako náhradník poté, co rezignovala poslankyně Anna Mrskošová. V parlamentu setrval do konce funkčního období, tedy do voleb v roce 1954.